# 2025-ös Junior Eurovíziós Dalfesztivál
A 2025-ös Junior Eurovíziós Dalfesztivál (grúzul: საბავშვო ევროვიზია 2025-ის, latin átírással: Szabavshvo Evrovizia 2025, angolul: Junior Eurovision Song Contest 2025) lesz a huszonharmadik Junior Eurovíziós Dalfesztivál. A verseny pontos helyszíne az Olimpiai Palota lesz. Az Eurovíziós Dalfesztivállal ellenben itt nem az előző évi győztes rendez, hanem pályázni kell a rendezés jogára, azonban az előző év győztese előnyt élvez a rendezési jog megszerzésében. 2024-es Junior Eurovíziós Dalfesztivál a grúz Andria Putkaradze győzelmével zárult, aki a To My Mom című dalát adta elő Madridban.
Eddig 18 ország erősítette meg a részvételét a dalfesztiválra, beleértve Azerbajdzsánt, amely három, Horvátországot, amely tíz, és Montenegrót, amely kilenc év kihagyás után tér vissza, míg két év versenyzés után Észtország és Németország visszalép a versenytől.

## A helyszín és a verseny témája
Az Eurovíziós Dalfesztivállal ellenben itt nem az előző évi győztes rendez, hanem pályázni kell a rendezés jogára, azonban az előző év győztese előnyt élvez a rendezési jog megszerzésében.
2024. november 16-án, a 2024-es verseny győzelme után a Grúz Közszolgálati Televízió (GPB) igazgatója bejelentette, hogy az ország készen áll a 2025-ös verseny megrendezésére. 2025. április 4-én a holland nemzeti válogató első adásában az AVROTROS azt állította, hogy Grúziában rendezik meg a gyermek versenyt. Kevesebb, mint egy héttel később a grúz sajtóban megjelent, hogy Tbilisziben rendezik a 2025-ös Junior Eurovíziós Dalfesztivált. A műsor szervezője, az Európai Műsorsugárzók Uniója és a grúz köztelevízió hivatalosan a 2025-ös Eurovíziós Dalfesztivál első elődöntőjének napján, május 13-án jelentette be.
| Grúzia Tbiliszi |

Ez lesz a második alkalom a 2017-es verseny után, hogy Grúziában rendezik a dalvervenyt, valamint szintén második alkalom, hogy a grúz főváros ad otthont a versenynek.

## A résztvevők
| Ország           | Műsorsugárzó       | Előadó               | Dal                  | Nyelv       | Dalszerző(k) |
| ---------------- | ------------------ | -------------------- | -------------------- | ----------- | ------------ |
| Albánia          | RTSH               | Kroni Pula           | Fruta perime         | albán       | Adrian Hila  |
| Azerbajdzsán     | İTV                |                      |                      | azeri       |              |
| Ciprus           | CyBC               |                      |                      | görög       |              |
| Észak-Macedónia  | MRT                | Nela Mančeska        |                      | macedón     |              |
| Franciaország    | France Télévisions |                      |                      | francia     |              |
| Grúzia (rendező) | GPB                |                      |                      | grúz        |              |
| Hollandia        | AVROTROS           | 2025. szeptember 20. | 2025. szeptember 20. | holland     |              |
| Horvátország     | HRT                | Marino Vrgoč         |                      | horvát      |              |
| Írország         | TG4                |                      |                      | ír          |              |
| Lengyelország    | TVP                | Marianna Kłos        |                      | lengyel     |              |
| Málta            | PBS                |                      |                      |             |              |
| Montenegró       | RTCG               |                      |                      | montenegrói |              |
| Olaszország      | Rai                |                      |                      | olasz       |              |
| Örményország     | AMPTV              |                      |                      | örmény      |              |
| Portugália       | RTP                | Inês Gonçalves       |                      | portugál    |              |
| San Marino       | SMRTV              | 2025 szeptember      |                      | olasz       |              |
| Spanyolország    | RTVE               | Gonzalo Pinillos     |                      | spanyol     |              |
| Ukrajna          | Szuszpilne         | 2025 október         | 2025 október         | ukrán       |              |

### Lehetséges debütálók
- Izland – Az izlandi eurovíziós delegációvezető, Rúnar Freyr Gíslason kijelentette, hogy az izlandi műsorszolgáltató, a RÚV még mindig fontolgatja a debütálást a versenyen, azonban nem tudják mikor fog ez megtörténni. Hangsúlyozta, hogy a műsorszolgáltatónak tetszik a verseny ötlete, és úgy véli, hogy az izlandi nézőknek is tetszeni fog.[18]

### Országok, melyek korábban részt vettek
- Bulgária
- Moldova
- Románia

### Távol maradó országok
| - Ausztrália - Ausztria - Belgium - Csehország - Dánia - Egyesült Királyság - Észtország - Fehéroroszország - Finnország - Görögország | - Izrael - Kazahsztán - Lettország - Németország - Oroszország - Svédország - Svájc - Szerbia - Szlovénia - Wales |

### Országok amelyek még sosem vettek részt
- Andorra
- Bosznia-Hercegovina
- Luxemburg
- Magyarország
- Monaco
- Szlovákia
- Törökország

## A versenyt megelőző időszak

### Nemzeti válogatók
A versenyre eddig nevező 18 ország közül 4 nemzeti döntő keretein belül, 7 belső kiválasztással, 2 a két módszer együttes alkalmazásával választja ki indulóját.
Az indulók közül Albánia, Grúzia, Hollandia, Írország, Portugália és Ukrajna apróbb változtatásokkal ugyanazt azt a nemzeti döntőt rendezi meg, mint az előző évben.
A többi ország közül Azerbajdzsán, Észak-Macedónia, Örményország és Spanyolország ismételten a teljes belső kiválasztás mellett dönt, csakúgy mint a visszatérő Horvátország. Lengyelország 2018 után másodjára választotta ki belső kiválasztással indulóját.
Érdekesség, hogy Málta, a korábban tíz évig használt Malta Junior Eurovision Song Contest elnevezésű válogatóműsort lecserélte a The Voice Kids-re.
A dalverseny első hivatalosan megerősített előadója a horvát Marino Vrgoč volt, akit 2025. április 16-án jelentettek be, míg az első dal az albán versenydal, a Fruta perime volt, amit június 1-jén választottak ki.
| Ország          | Választás módszere                           | Válogató / Bemutató műsor                    | Közvetítő csatorna                        | Kiválasztás / Bemutatás dátuma | Kiválasztás / Bemutatás dátuma |
| Ország          | Választás módszere                           | Válogató / Bemutató műsor                    | Közvetítő csatorna                        | Előadó                         | Dal                            |
| --------------- | -------------------------------------------- | -------------------------------------------- | ----------------------------------------- | ------------------------------ | ------------------------------ |
| Albánia         | nemzeti döntő                                | Festivali i Fëmijëve                         | RTSH1                                     | 2025. június 1.                | 2025. június 1.                |
| Azerbajdzsán    | belső kiválasztás                            | Nem rendeztek válogató- és bemutatóműsort    | Nem rendeztek válogató- és bemutatóműsort |                                |                                |
| Ciprus          | Nincs adat                                   | Nincs adat                                   | Nincs adat                                | Nincs adat                     | Nincs adat                     |
| Észak-Macedónia | belső kiválasztás                            | Nem rendeztek válogató- és bemutatóműsort    | Nem rendeztek válogató- és bemutatóműsort | 2025. június 13.               |                                |
| Franciaország   | Nincs adat                                   | Nincs adat                                   | Nincs adat                                | Nincs adat                     | Nincs adat                     |
| Grúzia          | nemzeti döntő                                | Ranina                                       | 1TV                                       |                                |                                |
| Hollandia       | nemzeti döntő                                | Junior Songfestival                          | NPO Zapp                                  | 2025. szeptember 20.           | 2025. szeptember 20.           |
| Horvátország    | belső kiválasztás                            | Nem rendeztek válogató- és bemutatóműsort    | Nem rendeztek válogató- és bemutatóműsort | 2025. április 16.              |                                |
| Írország        | nemzeti döntő                                | Junior Eurovision Éire                       | TG4                                       |                                |                                |
| Lengyelország   | belső kiválasztás                            | előadó: Pytanie na śniadanie                 | TVP2                                      | 2025. június 1.                |                                |
| Málta           | nemzeti döntő                                | The Voice Kids                               | TVM                                       |                                |                                |
| Montenegró      | Nincs adat                                   | Nincs adat                                   | Nincs adat                                | Nincs adat                     | Nincs adat                     |
| Olaszország     | Nincs adat                                   | Nincs adat                                   | Nincs adat                                | Nincs adat                     | Nincs adat                     |
| Örményország    | belső kiválasztás                            | Nem rendeztek válogató- és bemutatóműsort    | Nem rendeztek válogató- és bemutatóműsort |                                |                                |
| Portugália      | előadó: nemzeti döntő dal: belső kiválasztás | előadó: The Voice Kids                       | RTP1                                      | 2025. július 13.               |                                |
| San Marino      | belső kiválasztás                            | Nem rendeztek válogató- és bemutatóműsort    | Nem rendeztek válogató- és bemutatóműsort | 2025. szeptember               |                                |
| Spanyolország   | belső kiválasztás                            | Nem rendeztek válogató- és bemutatóműsort    | Nem rendeztek válogató- és bemutatóműsort | 2025. július 23.               |                                |
| Ukrajna         | nemzeti döntő                                | Nem volt külön elnevezése a válogatóműsornak | Szuszpilne                                | 2025. október                  | 2025. október                  |

## Térkép

Országok, melyek már megnevezték az indulójukat
Országok, melyek már jelezték, hogy részt vesznek
Országok, melyek korábban részt vettek, de ebben az évben nem

## Lásd még
- 2025-ös Eurovíziós Dalfesztivál

## Külső hivatkozások
- A verseny hivatalos oldala